# Cryptocheilus
Cryptocheilus (лат.) — род дорожных ос (Pompilidae).

## Распространение
В Европе 24 вида. Для СССР ранее указывалось 24 вида.

## Описание
Шпоры средних и задних ног чёрные, бурые или жёлто-бурые. Вершина радиальной ячейки закруглённая. Откладывают яйца на пауков. Охотятся на Agelenidae, Amaurobiidae, Araneidae, Dysderidae, Gnaphosidae, Heteropodidae, Lycosidae, Miturgidae, Pisauridae, Salticidae и Thomisidae.
Среди членов рода ископаемый вид † Cryptocheilus leleji из эоцена Дании, древнейший представитель семейства помпилиды.

## Классификация
Выделяют несколько подродов.
- Подрод Adonta Billberg, 1820
  - Cryptocheilus albosignatus
  - Cryptocheilus dusmeti
  - Cryptocheilus egregius
  - Cryptocheilus elegans
  - Cryptocheilus fabricii
  - Cryptocheilus fischeri
  - Cryptocheilus freygessneri
  - Cryptocheilus fulvicollis
  - Cryptocheilus guttulatus
  - Cryptocheilus hispanicus
  - Cryptocheilus infumatus
  - Cryptocheilus juncoi
  - Cryptocheilus notatus
  - Cryptocheilus perezi
  - Cryptocheilus richardsi
  - Cryptocheilus unicolor
  - Cryptocheilus variabilis
  - Cryptocheilus variipennis
  - Cryptocheilus versicolor
- Подрод Cryptocheilus Panzer, 1806
  - Cryptocheilus alternatus
  - Cryptocheilus discolor
  - Cryptocheilus octomaculatus
- Подрод Chyphonocheilus Wolf, 1970
  - Cryptocheilus rubellus
- Подрод Ichneumocheilus Wolf, 1970
  - Cryptocheilus ichneumonoides (Costa 1874) — Южная Европа, Россия
  - Другие виды